# قاضی فاضل
ابوعلی، عبدالرحیم بن علی عسقلانی شهرت‌یافته به قاضی فاضل (۱ آوریل ۱۱۳۵ - ۲۵ ژانویه ۱۲۰۰) ادیب، شاعر و قاضی شامی فلسطینی در سدهٔ ششم هجری، مقام‌دار ارشد دیوان انشاء و کتابت در دولت فاطمی و ایّوبی بودکه از مشاوران برجستهٔ صلاح‌الدین ایوبی شمرده می‌شد. او نویسنده کتاب الرسائل است که یکی از منابع تاریخی برای مطالعه جنگ‌های صلیبی محسوب می‌شود.

## زندگی
نسب کاملش «عبدالرحیم بن علی بن محمد لَخمی عَسقلانی بَیْسانی» ذکر شده است. قاضی فاضل در ۱ آوریل ۱۱۳۵م/ ۱۵ جمادی‌الثانی ۵۲۹ق در عسقلان زاده شد. پدرش او را در ۱۱۴۸م/ ۵۴۳ق به مصر فرستاد تا در دیوان انشاء فاطمیان خدمت گذارد. پدرش در بَیسان (اردن) قاضی بود، از این رو خود عبدالرحیم به بَیسانی نیز شهرت یافت. در قاهره به او سخت گذشت، به اسکندریه رفت. در آنجا به سمتِ کاتبِ قاضیِ اسکندریه منصوب شد.
هنگامی که صلاح‌الدین در ۱۱۷۱م/ ۵۶۷ق بر مصر چیره شد و دولت فاطمی برافتاد، قاضی فاضل به خدمت او همت گماشت و نزد او جایگاهی یافت. وزیر او (رئیس دیوان انشاء) شد و صلاح‌الدین از او مشورت می‌گرفت و بر او در موارد بسیاری اعتماد می‌کرد.
پس از درگذشت صلاح‌الدین در ۱۱۹۳م/ ۵۸۹ق و پیش از کشته‌شدنِ دو فرزندش ملک افضل (شام) و ملک عزیز (مصر)، قاضی فاضل جانب ملک عزیز را ایستاد.
قاضی فاضل سپس از زندگی اجتماعی دوری کرد تا اینکه در ۲۵ ژانویه ۱۲۰۰م/ ۷ ربیع‌الثانی ۵۹۶ق در مصر درگذشت.

## از عبارات او
من ديدم كه هيچ انساني كتابي نمي نويسد مگر اينكه در فردايش گفت: «اگر اين تغيير مي يافت بهتر بود، واگر اين بخش افزونتر بود پسنديدةتر مي شد، واگر اين پيشتر مي آمد سزاوارتر بود، واگر اين ترك مي شد  زيباتر بود. واين از عظيمترين عبرتها است ودليل چيرة شدن نقص بر همۀ بشر است